# 신시내티 뮤지엄 센터 앳 유니언 터미널
신시내티 뮤지엄 센터 앳 유니언 터미널(Cincinnati Museum Center at Union Terminal)은 여객 철도역으로 오하이오주 신시내티 인근의 퀸즈게이트(Queensgate)에 있다. 철도 이용객이 감소한 뒤 건물 대부분은 다른 용도로 전환하였으며, 현재는 박물관과 극장과 도서관으로 활용되고 있다.

## 배경
신시내티는 19세기 후반부터 20세기 초반까지, 특히 미국 북동부 지역과 중서부를 지나는 철도와 남부를 지나는 철도의 환승 지점으로서, 철도 교통의 중심지였다. 그러나 도시간 승객의 교통 수요가 신시내티 도심에 있는 5개 이상의 역에서 분산되면서, 많은 승객들이 철도를 갈아타려면 스스로 지역의 교통편을 이용하여야 했다. 루이즈빌·내시빌 철도(Louisville and Nashville Railroad)는 다른 철도 노선에 걸쳐 직통 침대열차를 운영하고 있었으나, 두 역 사이에서 열차 운행을 나누어야 했다.
공용 철도역을 건설하려는 계획이 1890년대에 수립되었으며, 철도 기업 경영진으로 구성된 위원회가 이 주제에 대하여 정식 조사를 시작하였다. 그러나 신시내티 지역을 관할하는 7개 철도 회사와 신시내티 시 사이의 최종 결론은, 1928년에 필립 캐리 회사(Philip Carey Company)의 사장 조지 크랩스(George Crabbs)이 주도한 치열한 로비 활동과 교섭을 벌인 뒤에야 도출되었다.
발티모어·오하이오 철도(Baltimore and Ohio Railroad), 체서피크·오하이오 철도(Chesapeake and Ohio Railroad), 클리블랜드·신시내티·시카고·세인트 루이스 철도(Cleveland, Cincinnati, Chicago and St. Louis Railway), 루이즈빌·내시빌 철도,
펜실베이니아 철도(Pennsylvania Railroad), 사우던 철도(Southern Railway)의 7개 철도 회사는 밀 크릭(Mill Creek) 근처의 웨스트 엔드(West End)에 새 철도역을 건설하기 위한 장소를 선택하였다.

## 건축 양식 및 디자인
이 거대한 건축물의 주요 건축가로는 알프레드 T. 펠하이머(Alfred T. Fellheimer)와 스튜워드 와그너(Steward Wagner)가 있었으며, 건축가 폴 필립 크렛(Paul Philippe Cret)과 로랜드 웡크(Roland Wank)가 디자인 자문위원으로 참여하였다. 이 중에서 크렛이 이 건축물의 건축가로 종종 생각되었는데, 이는 그가 이 건축물의 특징인 아르 데코(Art Deco) 양식을 담당하고 있었기 때문이었다. 이 건물의 원형 홀은 서반구에서 가장 큰 반원형 지붕, 폭은 54.9m였고 높이는 32.3m였다.

### 벽화
독일의 미술가인 비놀트 라이스(Vinold Reiss)가 의뢰를 받아 폭 6.7m, 높이 33.5m의 긴 모자이크 벽화를 설계·제작하였다. 이 역 원형 홀과 수화물 창구의 두 벽화와, 출발 및 도착 열차의 승객 대합실의 두 벽화와, 역 중앙 홀의 지역 산업을 대표하는 14개의 좀 더 작은 벽화와, 중앙 홀 측면의 거대한 세계 지도 벽화는 신시내티 시의 역사를 장식하였다. 라이스는 약 2년에 걸쳐 이 벽화를 설계하고 제작하였다. 이 벽화 중 대부분은 후대의 보수 작업 기간동안 철거되었으며, 신시내티·북부 켄터키 국제 공항에 전시되었다. 14개의 벽화가 묘사한 산업 분야는 다음과 같다.

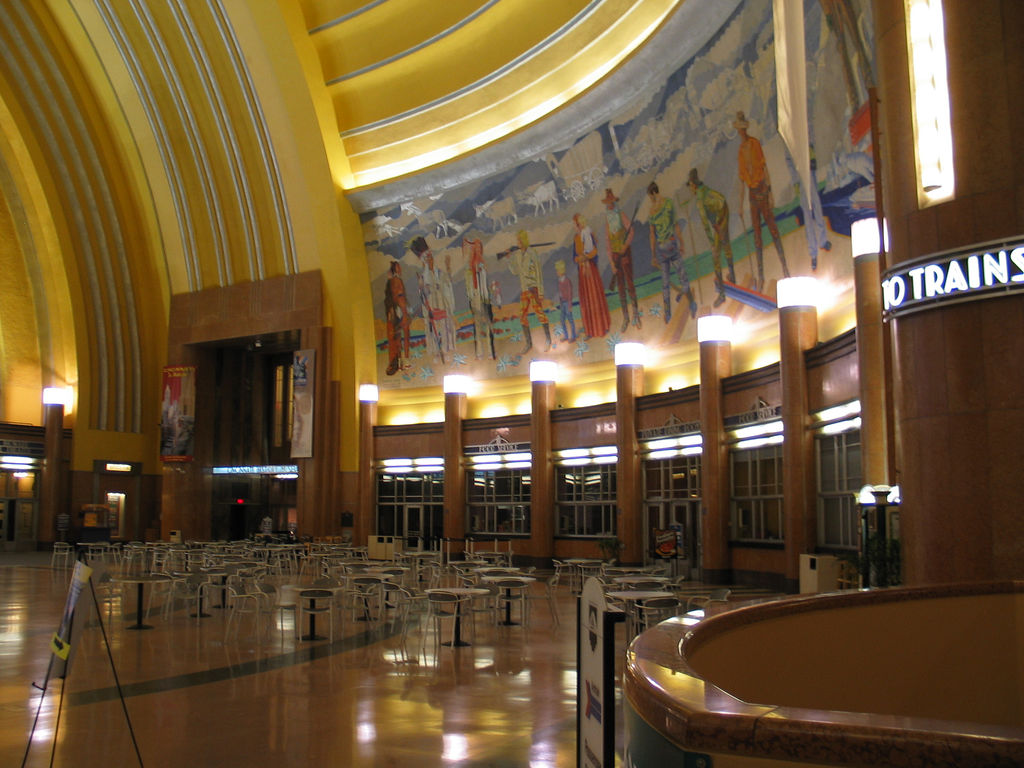
신시내티 박물관 센터 원형 홀의 벽화 전경

- 피아노 제조
- 라디오 방송
- 지붕 제조
- 가죽 제조
- 비행기 및 부품 제조
- 잉크 제조
- 세탁기 제조
- 도축
- 약품 화학 처리
- 인쇄·출판
- 주조 작업
- 박강판 제조
- 비누 제조
- 전동 공구 제조

## 건설
종합 터미널 회사(Union Terminal Company)가 창설되어 터미널 건물과 터미널과 연결되는 선로를 건설하고 터미널과 관련된 기타 교통 시설을 개량하였다.
터미널의 건설과 시설물의 개량은 1928년에 밀 크릭(Mill Creek) 동쪽 범람원의 땅을 골라 높이를 주위 도시 지역과 거의 같게 맞추는 것으로 시작하였는데, 550만 제곱야드의 매립용 쓰레기가 필요할 정도로 엄청난 수고가 드는 것이었다. 다른 개량 사업에는 밀 크릭을 건너는 고도를 분리한 고가교와 종합 터미널을 잇는 연계 철도 노선이 포함되었다. 종합 터미널 회사가 밀 크릭 계곡을 건너기 위하여 설계한 고가교들은 웨스턴 힐즈 고가교(Western Hills Viaduct)처럼 잘 지은 것부터, 월드보걸 고가교(Waldvogel)처럼 더 급하게 건설되어 낡은 것까지 다양했다.
터미널 건물 자체의 공사는 1931년에 신시내티의 시장인 러셀 윌슨(Russell Wilson)이 주춧돌에 모르타르를 바름으로써 시작되었다. 건설은 예정보다 앞서 완료되었으나, 터미널은 그보다 더 일찍 1933년 3월 19일 오하이오 강의 홍수 때문에 비상 운영이 강행되면서 영업을 시작하였다. 공식적인 터미널역의 개장은 1933년 3월 31일이었다.

## 운영

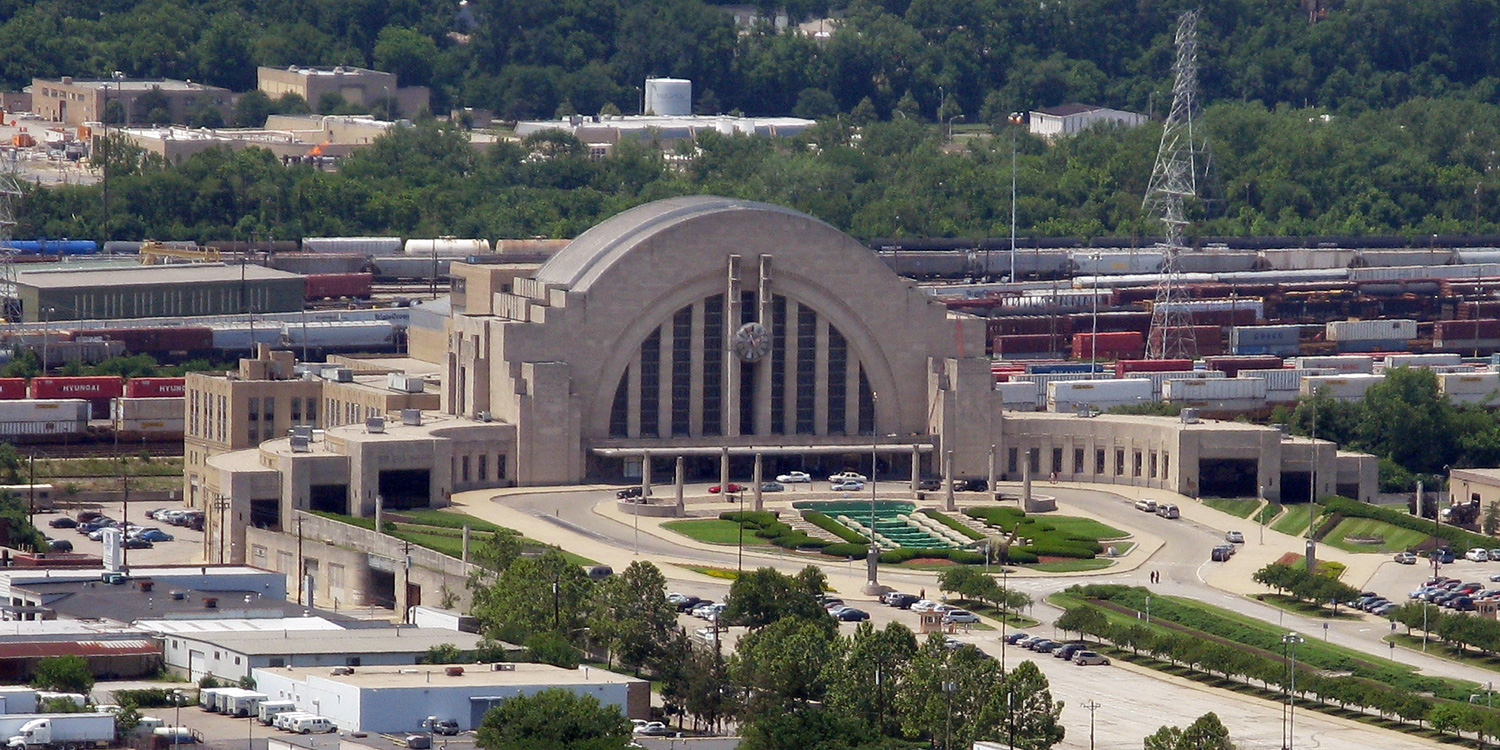
기차가 터미널 건물 뒤편에서 보인다.

여객 철도 시설로서 전성기를 누리던 시절, 종합 터미널은 하루에 216편의 열차를 수용할 수 있었는데, 도착 열차가 108편이었고, 출발 열차가 108편이었다. 동심원이 같은 세 개의 차로가 건물을 설계할 때 포함되어 건물의 중심 원형 홀 아래 건설되었는데, 하나는 택시, 하나는 버스, 마지막 하나는 사용된 일은 없었으나 노면전차를 위한 것이었다.
그러나 터미널이 건설되던 시기는 철도 여객이 감소하는 시기 중 하나였다. 1939년에 지역 신문들은 이미 이 터미널 역을 하얀 코끼리라고 일컬었다. 1940년대에는 제 2차 세계 대전 때문에 잠시 부활하였으나, 이용객은 1950년대와 1960년대를 거치면서 감소하였다. 1958년 7월 신시내티 종합 터미널은 미국의 간선 여객 증기 기관차에 대하여 한 시대의 마지막 목격자가 되었다. 그 열차는 노포크·웨스턴 철도의 603계 증기 기관차로서, 신시내티에서 제작된 것이었다.
1971년에 암트랙이 창설된 뒤, 종합 터미널의 열차는 하루에 단지 두 편으로 줄었는데, 이는 조지 워싱턴(George Washington) 열차와 제임스 위트컴 릴리(James Whitcomb Riley) 열차였다. 암트랙은 종합 터미널은 이듬해에 폐쇄하였으며, 1972년 10월 29일 신시내티 시내 다른 곳에 더 작은 역을 개업하였다.

### 브랜드 열차 목록
| 열차                                            | 운영자                                        | 신설 연도 | 폐지 연도 |
| ----------------------------------------------- | --------------------------------------------- | --------- | --------- |
| 카디널 (Cardinal)                               | 암트랙                                        | 1977      | (미상)    |
| 신시내티 리미티드 (Cincinnati Limited)          | 펜실베이니아 철도, 펜 센트럴 교통 회사        | (미상)    | 1971      |
| 신시내티 머큐리 (Cincinnati Mercury)            | 뉴욕 센트럴 철도                              | (미상)    | (미상)    |
| 신시내티아 (Cincinnatian)                       | 발티모어·오하이오 철도                        | 1947      | 1971      |
| 카발리어 (Cavalier)                             | 노포크 웨스턴 철도                            | (미상)    | (미상)    |
| 조지 워싱턴 (George Washington)                 | 체서피크·오하이오 철도, 암트랙                | (미상)    | 1974      |
| 허밍 버드 (Humming Bird)                        | 루이즈빌·내시빌 철도                          | (미상)    | 1968      |
| 제임스 위트컴 릴리 (James Whitcomb Riley)       | 뉴욕 센트럴 철도, 펜 센트럴 교통 회사, 암트랙 | (미상)    | 1977      |
| 메트로폴리탄 스페셜 (Metropolitan Special)      | 발티모어·오하이오 철도                        | (미상)    | 1971      |
| 내셔널 리미티드 (National Limited)              | 발티모어·오하이오 철도                        | (미상)    | (미상)    |
| 노던 애로 (Northern Arrow)                      | 펜실베이니아 철도                             | (미상)    | 1961      |
| 오하이오 스테이트 리미티드 (Ohio State Limited) | 뉴욕 센트럴 철도, 펜 센트럴 교통회사          | (미상)    | (미상)    |
| 팬아메리칸 (Pan-American)                       | 루이즈빌·내시빌 철도                          | 1921      | 1971      |
| 포카혼타스 (Pocahontas)                         | 노포크 웨스턴 철도                            | (미상)    | 1971      |
| 포해턴 애로 (Powhatan Arrow)                    | 노포크 웨스턴 철도                            | 1946      | (미상)    |
| 로열 펌 (Royal Palm)                            | 사우던 철도                                   | (미상)    | (미상)    |
| 엑스플로러 (Xplorer)                            | 뉴욕 센트럴 철도                              | 1956      | (미상)    |

## 첫 폐역 이후의 역사

### 폐역과 규모 축소

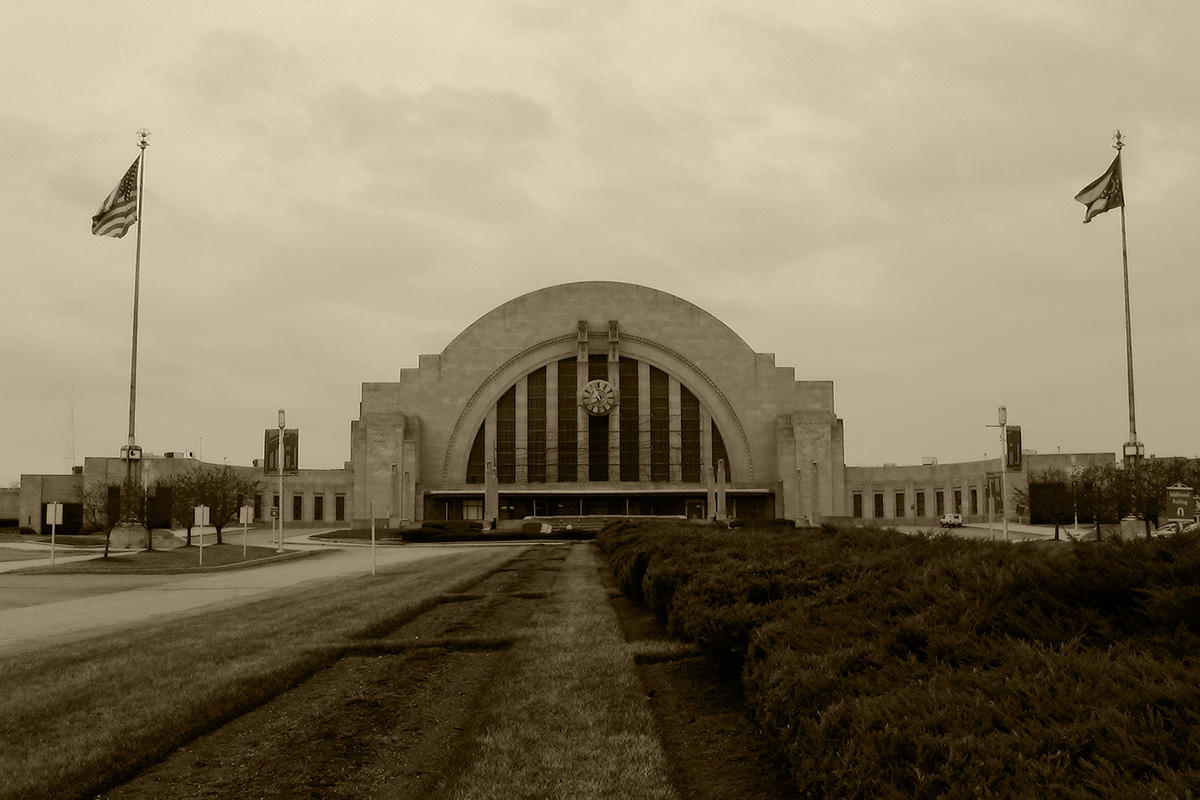
이저드 찰스 드라이브(Ezzard Charles Drive)에서 바라본 신시내티 종합 터미널 건물.

암트랙이 터미널을 폐지한 이후, 사우던 철도에서 부지 일부를 구입하여 제스트 스트리트(Gest Street) 차량기지의 처리 화물량을 증강하였다. 사우던 철도는 140m 길이의 승객 대합실을 철거하여, 화물 운반 업무와 관련하여 추가로 화물을 수용할 수 있게 하고자 하였다. 1973년 5월 15일에 신시내티 시의회의 도시 개발·계획 위원회는 3:1의 투표 수로 종합 터미널 건물을 역사 유적으로 보호하도록 지정하는 데에 찬성함에 따라 사우던 철도는 건물 전체를 철거할 수는 없게 되었다.
1974년에 사우던 철도는 철도 대합실의 대부분을 철거하고 말았다. 대합실이 철거되기 전에 신시내티의 주요 산업을 묘사한 모자이크 벽화 14점은 베즐 이송 회사가(Besl Transfer Company) 대합실에서 철거한 뒤 신시내티·북부 켄터키 국제공항에 재설치하였다. 유일하게 보존되지 않은 벽화는 세계지도 벽화로, 대합실이 철거될 때 함께 철거되었다.
빌딩을 재활용하려는 몇 가지 계획이 1970년대에 제안되었는데, 거기에는 남서부 오하이오 교통국의 교통 중심지와 창의·공연 예술학교를 건물 내부에 설치할 계획이 포함되었으나, 이 시설들은 결국 어디에도 설치되지 않았다.

### 쇼핑몰의 입주

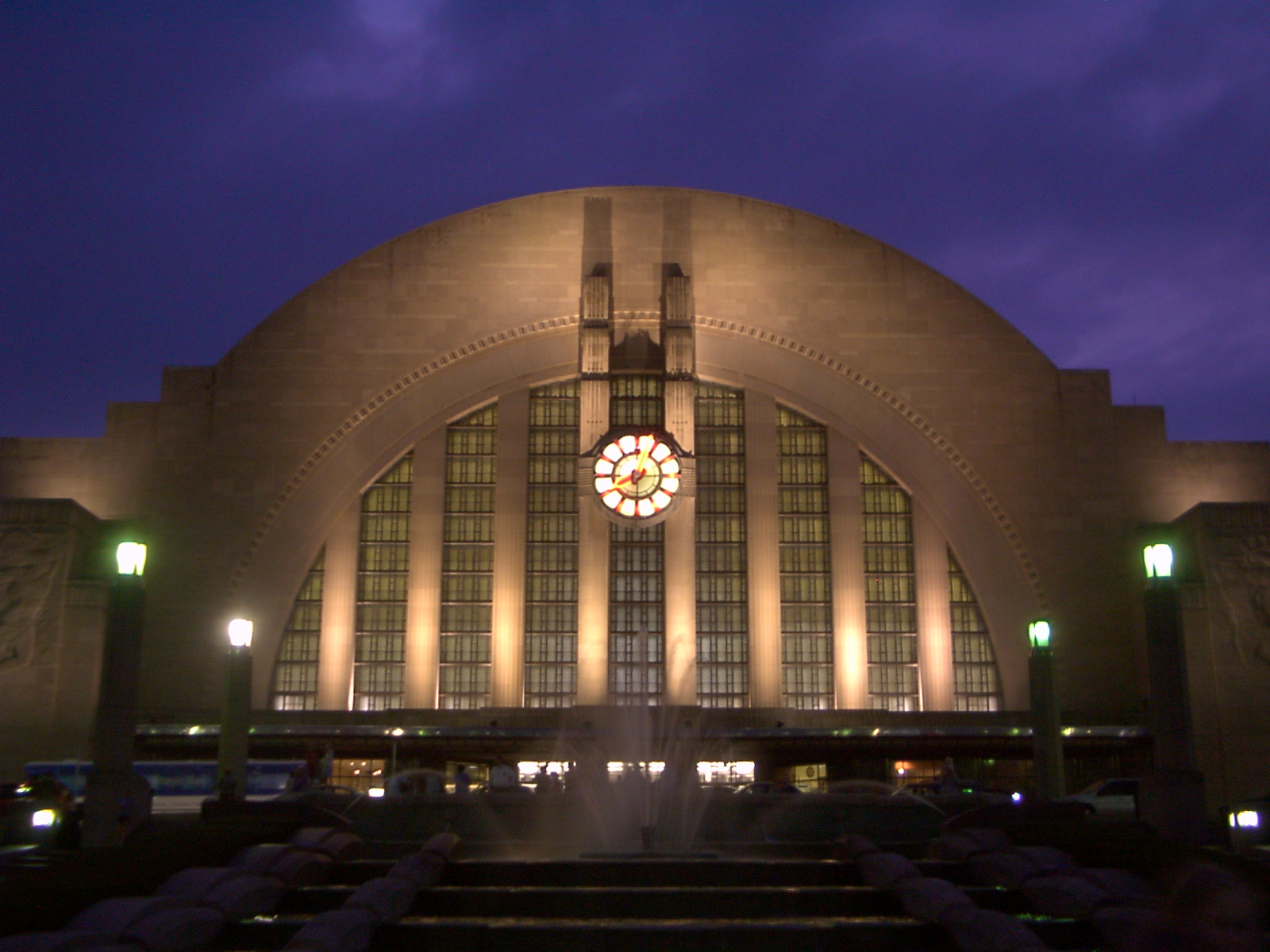
황혼 무렵의 신시내티 종합 터미널.

1978년에 콜럼버스의 부동산 개발 기업인 조셉 스킬컨 기업(Joseph Skilken Organization)이 터미널 건물을 쇼핑몰로 전환하였으며, 그 이름은 '오즈의 세상(Land of OZ)'이었다. 이 쇼핑몰은 가족을 위한 오락 및 쇼핑 종합 건물로 계획되었으며, 쇼핑 센터 구역과 롤러스케이트링크와 볼링장과 식당가가 포함되었다. 조셉 스킬컨 기업은 2000만 달러 이상을, 이 쇼핑몰이 터미널 시설물을 재활용하고 사람들이 신시내티 도심에 머무를 수 있게 할 것이라는 희망에 따라, 터미널을 쇼핑몰에 맞게 개조하는 데에 투자하였다.
이 계획들은 실제로 실행되었으며 1980년 8월 4일 개조 공사가 시작된 지 23개월만에 쇼핑몰은 40개의 입주 점포를 갖추어 화려하게 개장하였다. 새 복합 쇼핑몰에는 평균적으로 하루에 7900명의 방문객이 찾아왔으며 많게는 54개까지 입주 점포를 보유하였다.
그러나 1980년 초반의 경기 침체 때문에 이 계획은 난항을 겪게 되었다. 1981년에 처음으로 입주 점포가 떠나더니, 1982년에는 입주 점포의 수가 21개로 줄었다. 1982년 8월에 신시내티 건강·과학·산업 박물관이 터미널에 개장하고, 오즈 쇼핑몰 계획은 1984년에 공식적으로 폐기되었다. 그러나 원형 홀에 입주해 있던 의류 판매점 로이먼(Loehmann's)은 1985년까지 영업을 계속하였다. 원형 홀 아래의 승객 하차 통로는 몇 년동안 주말 벼룩시장으로 활용되었다.

## 기차역 기능의 회복

### 박물관 센터
터미널 건물은 이후 10여 년동안 방치되었다. 1986년에 해밀턴 군의 유권자들이 추가 채권을 통과시켰는데, 이는 터미널 건물을 철거를 막고 신시내티의 박물관 센터로 전환하는 것이었다. 전 신시내티 시장 제리 스프링어(Jerry Springer)은 건물을 보호하고 박물관으로 전환하는 것에 대한 주요한 찬성자들 중에 하나였다. 신시내티 박물관 센터는 1990년에 문을 열었으며 현재는 한 건물에 여섯 분야의 박물관을 운영하고 있다.
- 신시내티 역사 박물관(Cincinnati History Museum)
- 국립 역사·과학 박물관(Museum of Natural History & Science)
- 로버트 D. 린드너 가족 옴니맥스 영화관(Robert D. Lindner Family Omnimax Theater )
- 신시내티 역사·사회 도서관(Cincinnati Historical Society Library)
- 듀크 에너지 어린이 박물관(Duke Energy Children's Museum)
- 신시내티 철도 클럽(The Cincinnati Railroad Club)

한편 이 개조 공사에 따라 1991년 7월 29일에 암트랙이 종합 터미널의 여객 철도 서비스를 1주일에 3번 카디널 열차로 재개할 수 있게 되었다.
신시내티 철도 클럽은 역사 위의 "타워 A"를 점유하여, 일반인의 방문을 허용하고, 옛 차량기지와 철도역의 혁신적인 원격 조종 철도 분기기의 연동 시스템에 대한 박물관으로 활용하고 있다.

## 참고 문헌
- Darbee, Jeffrey T. (2003). A Tale of Three Cities:The Union Stations of Cleveland, Columbus and Cincinnati, Indiana Historical Society on-line.

- Mecklenborg, Jake(2005). Cincinnati-Transit.net.

- Spurlock, William(2005). The Railroad Architecture of Alfred T. Fellheimer.

- The Railroad and the City, A Techonological and Urbanistic History of Cincinnati, Written by Carl W. Condit. 1977, Ohio State University Press. ISBN 0-8142-0265-9

- Works Progress Administration(ed. Harry Graff)(1943). WPA Guide to Cincinnati: Cincinnati, a guide to the Queen City and its neighbors. Cincinnati: The Cincinnati Historical Society. ISBN 0-911497-04-8.

## 같이 보기
- 신시내티 지하철
- 신시내티 노면 전차